# ISO/IEC 15504
ISO/IEC 15504는 ISO에서 표준으로 지정된 프로세스 수행능력 평가 표준 프레임워크이며, SPICE(Software Process Improvement and Capability dEtermination)으로도 불린다. ISO 12207의 소프트웨어 생명주기 프로세스로부터 파생되었으며, 많은 아이디어를 CMMI 등과 공유하고 있다.